# Калниболотская
Калниболотская — станица в Новопокровском районе Краснодарского края.
Административный центр Калниболотского сельского поселения.
Население — 5722 жителя (2010), второе место по району.

## География
Станица расположена в 28 км северо-западнее районного центра — станицы Новопокровской на берегах реки Ея при впадении в неё левого притока реки Терновка.

## История

### XVIII век
Калниболотское куренное селение, основанное в 1794 году — одно из 40 первых, основанных черноморскими казаками на Кубани. Название перенесено с куреня Сечи, который был назван по старинному селу Калниболото (с 1795 года — Катеринополь; сегодня существует село Кальниболота в Кировоградской области Украины)
21 марта 1794 года составляется ведомость, где указано каждому куреню назначеное место. Калниболотскому куреню по жеребьевке выделяется земля на месте впадения реки Терновки в Ею, где на левом берегу на возвышенном месте находился Терновский редут. В течение нескольких лет с момента основания (1794 −1802 г.г.) Калниболотский курень был центром Григорьевского (в переписке часто Георгиевского) округа Черноморского войска (глава окружного правления полковник И.Кулик) и имел свою гербовую печать, в центре которой был изображен всадник. В октябре 1794 г. казаки Калниболотского куреня начали селиться в урочище Усть-Терновка, но оно уже оказалось занятым Незамаевским куренем. Атаман Максим Греков просит правительство «осчастливить его повелением и показать в резолюции к поселению настоящее место». Вот приказ правительства: «Ейскому и Григорьевскому окружным правлениям послать указы и велеть Ейскому: от Ейского правления до усть Куги Ейки Щербиновское, Деревянковское, Менское, Конеливское, Шкуринское и Кущевское, а Григорьевскому правлению от усть Куги Ейки не доходя старой заставы, где редут верст за десять — Кисляковское, Екатеринское, Незамаевское и Калниболотское селения разместить без утеснения и поселить те селения порядочно, по приложенному при указе плану»(«Переселение Черноморского казачьего войска на Кубань», Б. Е. Фролов).
«Георгиевская церковь в окружном селении построена в 1796—1797 году тщанием прихожан. Церковь деревянная, пятиглавая с колокольней» («Храмы и монастыри Ставропольской епархии (1843—1920 гг.)», 2012). Прошение на постройку церкви было отправлено епископу Феодосийскому и Мариупольскому Иову (Потёмкину).  Разрешение Феодосийской духовной консистории получено февраля 23 дня 1796 года и оно гласит: " Разрешение Феодосийской духовной консистории верного императорского войска Черноморского в войсковое правительство.
Его преосвященство Иов епископ Феодосийский и Мариупольский по вступившего сего февраля 22 дня из оного войскового правительства сообщения, в слободе Калниболотской при речке Еи заселяемой, выстроить во именование Святого Победоносца Георгия новую церковь дозволил, и о заложении оной к войсковому протопопу Роману Порохни Указ  послан с тем, что в имеющуюся в той слободе часовню, для отправления в оной до устроения церкви священнослужения, освящённый Антиминс чрез оказию имеет быть к нему протопопом отправлен. О чём Феодосийская духовная консистория сим верного императорского войска черноморского войсковое правительство  извещает февраля 23 дня 1796 года. Феодосийского архирейского дома эконом иеромонах (подпись)". Разрешение подтверждено Указом Ея Императорского Величества о постройке церкви от 2 апреля 1796 года.    В отчете войскового священника Р. Порохни от 3 января 1799 г. упоминается о служении в Свято-Георгиевской церкви Калниболотского куренного селения («Православная Церковь на Кубани в 18-19 в.в.». Сборник документов, Краснодар, 2001 г.). Священник — Феодор Католинский (Котелинский) 32 лет. В справочнике «Ставропольская губерния и Кубанская область (обзор городов, сел, станиц и хуторов» (сост. свящ. Н. Т. Михайлов. — Екатеринодар: тип. Кубан. обл. правл.: 1910) указывается на наличие церковных документов Свято-Георгиевской церкви с 1797 года.
Калниболотские казаки (команда из 30 человек с есаулом Семеном Чорнолесом) приняли участие в персидском походе двух полков черноморцев 1796 года. В походе умерли казаки Фома Пилипенко и Иван Малый. В рапорте полковника Великого, командира второго полка, в котором третьей сотней командовал калниболотец Семен Чорнолес, судье Головатому от 24 августа 1796 года сообщается, что из команды старшины Чорнолеса 20 числа августа бежало 39 казаков (один вернулся, десять были пойманы позднее). В списках возвратившейся из похода старшины Семен Чорнолес отсутствует. В августе 1797 года в Екатеринодаре произошли волнения среди казаков, вернувшихся из Персии. 16 февраля 1799 года в рапорте Георгиевского (Григорьевского) окружного правления сообщается, что сельский Калниболоцкого селения атаман Сидор Шаровара поддержку и укрывательство («…в домах своих передерживают…») таким казакам оказывал.

### XIX век
К марту 1807 года в Калниболотском курене уже были одна водяная и одна ветряная мельницы.
В 1811 году регентом создававшегося трудами протоиерея Кирилла Россинского войскового певческого хора (Кубанский казачий хор сегодня) Константином Гречинским в первый его состав (1 регент, 2 баса, 2 тенора, 2 альта и 3 дисканта) для дисканта был выбран малолеток Калниболотского куреня Семен Дмитренко. По 7 ревизии черноморского свящества 1816 года при Георгиевской церкви Калниболотского селения значился священник Феодор Католинский (52 лет) с женой Марией Васильевной (38 лет) и дочерью Агафьей (11 лет) при дьячке Науме Славинском (36 лет) и его дочери Ефимии (8 лет).
Во время пополнения Черноморского Казачьего Войска малоросскими казаками в 1809—1811 гг. в Калниболотское селение прибыло 113 семей переселенцев (347 мужчин и 216 женщин). Старожилых казаков к тому времени было почти столько же (342 мужчины и 252 женщины). Значительным было приращение Калниболотского куренного селения во время второго пополнения в 1821—1825, когда к 113 дворам прибавилось ещё 245. Во время третьего пополнения (1848—1849) в станицу Калниболотскую прибыло 95 семей. В последующее время Калниболотская принимала участие в заселении закубанских земель, отвоёванных у горцев. В 1862 году около 40 семей калниболотцев были поселены в станице Раевской, в апреле 1862 года урядник
Федор Григорьев Кузьменко и 34 казака с семьями в станице Неберджиевская, а через 2 года такое же количество семей было направлено в станицу Тхамахинскую. К 1863 году в Калниболотской имелось 535 дворов с 2928 жителями коренного сословия.
В 1868 году Георгиевская церковь в связи с ветхостью была разобрана, а в 1869 году по той же причине была разобрана колокольня. В 1872 на средства общества построили новое здание, в котором, кроме Георгиевского престола, освящен второй престол в честь святителя Николая Чудотворца. Состав причта: 2 свящ., 1 диак. и 2 псалом. Причтовой земли 195 десятин. Имеется два церковных дома для помещения причта. В первом временно помещается ц.-пр. школа, во втором, заново отрем. священник
1 причта (Баженов). Церковно-приходских школ 2. Для одной из них было построено специальное здание, а вторая помещалась в причтовом доме. На содержание второй от общества поступает 200 руб. Министерских училищ одноклассных 6.
Население (п.д.):6673, в том числе расколн.21, баптистов 41. Население (стат. ком.): 11481 душ., 1813дворов. Рождений 623,браков 100, смертей 333.
В 1894 году в станице два священника — Дмитрий Штепа и Иоанн Сальский.

### XX век
На рубеже веков в станице имелось 2 кирпичных, 4 маслобойных завода, 12 кузнец, 3 бондарных, одно колесное и 4 столярных.
В начале XX века в станице имелось 6 училищ, подведомственных Министерству образования.
20 августа 1909 г. уполномоченные от станичного общества граждане обратились в духовную консисторию с ходатайством о разрешении построить новую церковь в честь Воздвижения Честного и Животворящего Креста Господня. Однако в мае 1910 г., когда разрешение на строительство было получено, жители станицы выразили опасение, что престольный праздник храма 14 сентября не будет достойно почтен, так как обычно в это время ещё продолжаются полевые работы. В связи с этим решено было построить церковь в честь Покрова Пресвятой Богородицы. 23 мая 1910 г. совершена закладка храма в честь Покрова Пресвятой Богородицы. В январе 1912 г. строительные работы окончены, храм окрашен масляной краской, установлен иконостас. 9 сентября 1913 г. храм освящен и открыт для богослужения (Справочник «Храмы и монастыри Ставропольской епархии (1843—1920 гг.)»,2012).
В 1916 году в станице служили два священника — Василий Вас. Иванов и Иоанн Михайловский. В 1920—1930 году Георгиеская и Покровская церковь были закрыты, разобраны и разрушены. Восстановление (вернее строительство новой Свято-Георгиевской церкви) начато спустя почти 90 лет (www.kalniboloto.prihod.ru). Службы в 1942—1943 годах и после 1990 года проводились и проводятся во временных пристанищах.
В «Энциклопедическом словаре Брокгауза и Ефрона» этот населённый пункт был описан следующими словами: Калниболотская станица — Кавказского отдела (в действительности — Ейского), Кубанской области. Жителей 15 628, церковь, школа, лавок 6, маслобойня 1, мельниц 8; обработка шерсти[2].
В станице проживало немало Георгиевских кавалеров (в 1872 году — 17 человек). Во время Первой мировой войны Василий Калайда и Фёдор Прудний (Прудий?) дважды были награждены Георгиевскими крестами, а Латыш Дмитрий Максимович стал полным Георгиевским кавалером /Полный георг.кавалер. Казачьи войска. 1889 г.р., казак стан. Калниболотской, ККВ. Подхорунжий 4-й сотни 1-го Уманского каз. полка. Другие награды: Французская военная медаль.; (Кресты: 1 ст. № 4275; 2 ст. № 8339; 3 ст. № 22694; 4 ст. № 152921; https://web.archive.org/web/20070914162329/http://kdkv.narod.ru/92/GK-WW1.html/
В 1934—1953 годах станица являлась центром Калниболотского района.

## Население
| 1939 | 1959  | 1979  | 2002  | 2010  | 2021  |
| ---- | ----- | ----- | ----- | ----- | ----- |
| 6170 | ↗6666 | ↗7168 | ↘6494 | ↘5722 | ↘5422 |

## Известные уроженцы
- Фурса, Дмитрий Трофимович (1900 — 1973) — генерал-майор инженерных войск Советской армии[8].